# Нурксе, Рагнар
Рагнар Нурксе (англ. Ragnar Nurkse; 5 октября 1907, Кяру, нынешний уезд Рапламаа, Эстония — 6 мая 1959, близ Женевы) — американский экономист эстонского происхождения, специалист в области международных финансов и экономики развития, почетный профессор Колумбийского университета. Отец поэта Денниса Нурксе.

## Биография
Рагнар Нурксе родился в деревне Кяру Лифляндской губернии (Российская империя) в 1907 году. Отец — эстонец, начинал карьеру лесорубом, но сумел стать менеджером по недвижимости, мать — эстонка шведского происхождения.
До 1917 года Нурксе учился в русскоязычной начальной школе, затем в 1917 году он переехал в Таллин, где поступил в престижную германоязычную Кафедральную гимназию. Окончив с отличием гимназию в 1926 году, Нурксе поступил в Тартуский университет, где изучал право и экономику на юридическом факультете в 1926—1928 годах. В 1928 году семья Нурксе эмигрировала в Канаду, а сам он отправился в Эдинбургский университет изучать экономику и окончил его в 1932 году, после чего, выиграв стипендию Карнеги, ещё два года стажировался в Венском университете.
В 1934—1945 годах работал финансовым аналитиком в аппарате Лиги Наций, где отвечал за ежегодный «Обзор по монетарной политике» (Monetary Review). Также он участвовал в подготовке «Обзора мировой торговли» (Review of World Trade), «Исследования мировой экономики» (World Economic Surveys) и доклада о Великой депрессии под заголовком «Переход от военной экономики к мирной».
С 1945 года начал преподавать. Он был приглашенным лектором в Колумбийском университете в 1945—1946 годах, в 1946—1947 годах — член Института продвинутых исследований в Принстоне, а в 1947 году вернулся в Колумбийский университет в качестве ассоциированного профессора. В 1949 году Нурксе стал профессором экономики Колумбийского университета, где занимал должность вплоть до своей смерти в 1959 году. Помимо основной должности, в 1954—1955 годах преподавал в Оксфордском университете, в 1958—1959 годах изучал экономику развития в Университете Женевы. Помимо этого, Нурксе читал лекции по всему миру. Рагнар Нурксе является почётным профессором Колумбийского университета.
В 1958 году Рагнар Нурксе принял приглашение Принстонского университета, но не успел приступить к работе, скоропостижно скончавшись во время поездки в Европу в возрасте 51 года.

## Семья
Нурксе женился в 1946 году на Харриет Бергер в Нью-Джерси и имеет двух сыновей. Один из них — поэт Деннис Нурксе.

## Вклад в науку
Основные труды Нурксе связаны с экономическими проблемами развивающихся стран. Нурксе предложил свою концепцию «порочного круга бедности», согласно которой бедные страны никогда не смогут преодолеть свою бедность сами, поскольку незначительные доходы не позволяют инвестировать в производство. Нурксе полагал, что нехватка капитала обусловливает низкий уровень производительности труда, который в свою очередь определяет низкий уровень доходов. Вследствие этого образуется, с одной стороны, нехватка сбережений, которая ведёт к нехватке капитала, а с другой — слабая покупательная способность, результатом которой становится недостаточные стимулы к инвестированию, что также приводит к нехватке капитала.
По мнению Нурксе, единственный выход для слаборазвитой экономики — создание условий для «большого толчка» — увеличения накоплений и массированных инвестиций в производство.
Нурксе также обосновал необходимость одновременного инвестирования капитала в разные отрасли экономики развивающихся стран, чтобы сбалансированный рост различных экономических секторов способствовал развитию всей экономической инфраструктуры. Таким образом, Нурксе является автором теории сбалансированного роста и одним из пионеров вместе с Паулем Розенштейн-Родан теории «большого толчка».

## Память
В 2007 году, по случаю 100-летнего юбилея со дня рождения Нурксе, Почтовая служба Эстонии увековечила память экономиста выпуском международной марки с его изображением.
В доме, где он родился, была установлена памятная доска.